# قشلاق باقرسلي حاج خان علي (مقاطعة بيله سوار)
قشلاق باقرسلي حاج خان علي (بالفارسية: قشلاق باقرسلی حاج خانعلی) هي منطقة سكنية تقع في إيران في أردبيل. يقدر عدد سكانها بـ 146 نسمة .